# Kaon
Cet article concerne une particule physique. Pour la commune au nom breton Kaon, voir Caulnes.
Un kaon est une particule (notée K) de la famille des mésons caractérisée par un nombre quantique appelé étrangeté et noté S. Les mésons étant constitués d'un nombre pair de quarks et d'antiquarks, les kaons contiennent un quark s ou un antiquark s combiné avec un quark/antiquark parmi u ou d (resp. u ou d).
Les quatre kaons sont :
1. Le {\displaystyle {\begin{smallmatrix}K^{+}\end{smallmatrix}}} formé d'un quark u et d'un quark s
2. Le {\displaystyle {\begin{smallmatrix}K^{-}\end{smallmatrix}}} formé d'un quark u et d'un quark s
3. Le {\displaystyle {\begin{smallmatrix}K_{L}^{0}\end{smallmatrix}}} résultant de la superposition d'états ( ds + sd ){\displaystyle {\begin{smallmatrix}/{\sqrt {2}}\end{smallmatrix}}}[1],[2]
4. Le {\displaystyle {\begin{smallmatrix}K_{S}^{0}\end{smallmatrix}}} résultant de la superposition d'états ( ds - sd ){\displaystyle {\begin{smallmatrix}/{\sqrt {2}}\end{smallmatrix}}}

La particularité du kaon neutre {\displaystyle {\begin{smallmatrix}K^{0}\end{smallmatrix}}} est d'avoir une antiparticule violant la symétrie de parité : le kaon neutre « court » ({\displaystyle {\begin{smallmatrix}K_{S}^{0}\end{smallmatrix}}}) a une durée de vie en effet plus brève (8,953±0,005×10−11 s) que celle du kaon neutre « long » ({\displaystyle {\begin{smallmatrix}K_{L}^{0}\end{smallmatrix}}}, 5,116±0,020×10−8 s). Une différence de masse entre ces deux particules, de l'ordre de 2,2×10−5 eV/c2, aurait également été mise en évidence.
La violation de symétrie P est étudiée pour son rôle possible dans la prédominance de la matière sur l'antimatière dans l'univers.